# Clifton Nesmith McArthur
Clifton Nesmith McArthur (ur. 10 czerwca 1879, zm. 9 grudnia 1923) – amerykański polityk związany z Partią Republikańską.
W latach 1915–1923 przez cztery dwuletnie kadencje Kongresu Stanów Zjednoczonych reprezentował trzeci okręg wyborczy w stanie Oregon w Izbie Reprezentantów Stanów Zjednoczonych.